# Dynablocator
Dynablocator est une ancienne base de catégorisation d'URL utilisée par les produits Secure Computing, et concurrente de Smartfilter.
À la suite du rachat de Secure Computing par la société MacAfee, la base n'a pas été maintenue (End Of Life : 31/10/2009).